# Schellack

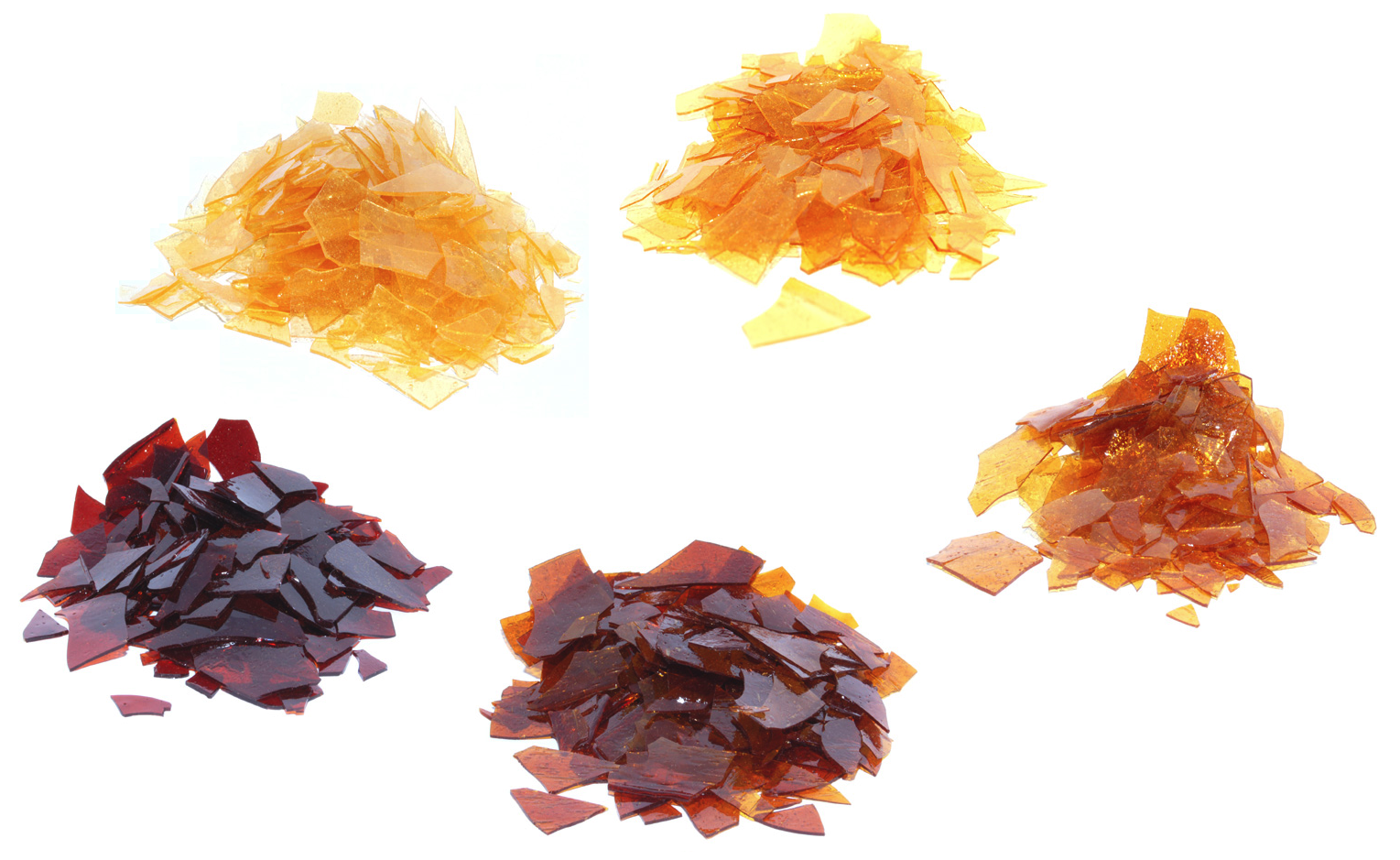
Bruten schellack i olika kulörer.

Schellack (även stavat shellack) är en av flera förädlingsprodukter av ett harts som bildas då sköldlöss suger sav från olika ostindiska, mjölksaftförande träd. Råvaran kallas ibland gummilacka, vilket också är ett av de många namn som används för det röda färgämne som utvinns ur hartset. Ett annat, från indiska språk härlett samlingsnamn för råvaran och dess produkter är lac eller lacca.

## Utvinning och förädling
Lacca bildas då lacksköldlusen suger sav från vissa arter av croton, fikus, anona, schleichera, ziziphus med flera. Lacksköldlusens latinska namn är Laccifer lacca (även beteckningen Lucifer lacca förekommer), och ett tidigare använt namn för samma sköldlus är Tachardia lacca. Även namnen Coccus lacca och Carteria lacca förekommer, och betecknar samma eller en besläktad art.
Lacca är ett harts, i vilket det hartsbildande ämnet, till skillnad från hos andra hartser, inte är en aromatisk syra utan en fettsyra (aleuritinsyra). Laccan utsöndras från lössen, omhöljer både insekter och ägg och hårdnar till en röd skorpa, som ofta täcker hela grenarna.  Förr ansåg man att det var ett växtämne, utsipprat efter sköldlusens stick, men idag vet man att laccan är en produkt av sköldlusens ämnesomsättning.
De största kvantiteterna (cirka 70%) kommer från Gangesområdet i Indien, och även Thailand och Kina är viktiga producenter. I den naturliga laccan är hartset blandat med vax, färgämne och rester av trä och insekter, och genom olika metoder för rening och förädling tillverkas en rad kvaliteter för olika ändamål. Detta har en mycket lång tradition i Indien och är även idag en viktig inkomstkälla framför allt för bybor i svårtillgängliga och glest befolkade områden.
De bättre kvaliteterna av schellack är renade från huvuddelen av såväl vax, färgämne som föroreningar. Oftast smälts de och gjuts i tunna blad eller skivor, som är gula eller bruna, glänsande och genomskinliga. Schellack tillreds även i knappliknande form. Dessa processer sker delvis fortfarande på traditionellt och hantverksmässigt sätt, men idag är ungefär hälften av all schellack blekt med natriumhypoklorit (NaClO), något som förutsätter modern industriell metodik.

## Etymologi
Ordet lack anses härröra från sanskritordet laksha med betydelsen "hundratusen", en betydelse som finns kvar i det moderna indiska räkneordet lakh. Det syftar ursprungligen på lössens stora antal och kom att bli beteckningen på det harts de utsöndrade. Det finns belagt i medeltidslatinet från 1300-talet och i svenskan från 1603, och motsvarighet finns i ett flertal europeiska språk.  Ordet schellack kommer från det nederländska ordet för "skal" (schel) respektive "lack" och är känt i svenskan sedan 1793. Även slutledet i ordet färglack (engelska lake) har samma ursprung, och syftar då på det pigment som kan tillverkas av lacca. Förledet i ordet lackfärg syftar i stället på hartset.

## Historik
Utvinningen av användningen av lacca har funnits som en del av indisk kultur i tusentals år och i det 3000-åriga verseposet Mahabharata nämns hartset som ett formbart material. Lacca nämns också av den romerske encyklopedikern Plinius den äldre i hans Historia Naturalis, skriven år 77. I 1600-talets Europa importerade man det röda färgämne som utvinns ur lacca, som ett billigare alternativ till kochenill. Under 1800-talet ökade användningen av schellack löst i alkohol, som fernissa eller polityr. Samtidigt blev naturliga röda färgämnen, såväl från lacka som andra källor, gradvis ersatta av nya syntetiska färgämnen.

## Exempel på användningsområden

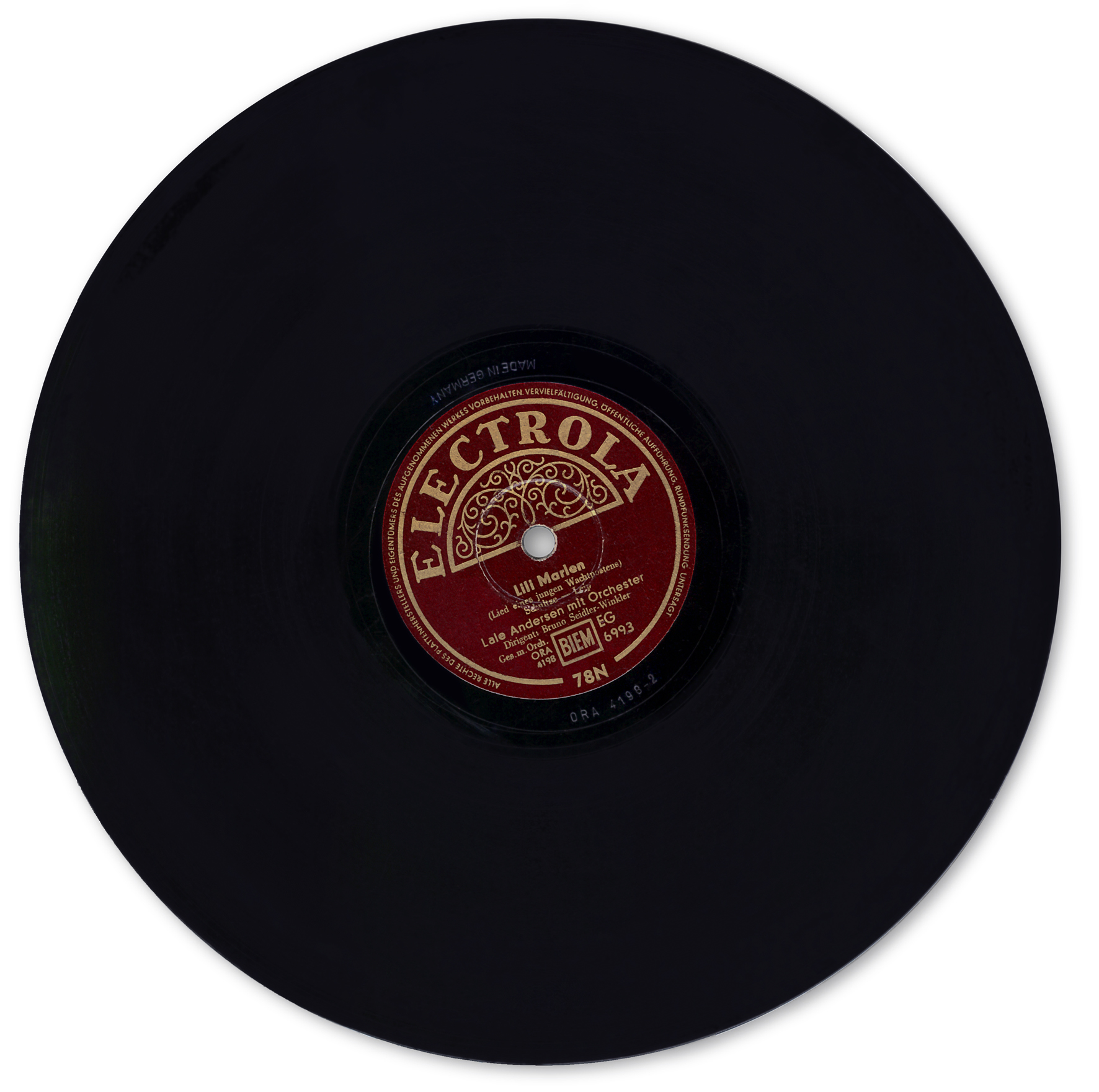
Innan vinylen gjordes grammofonskivor av schellack

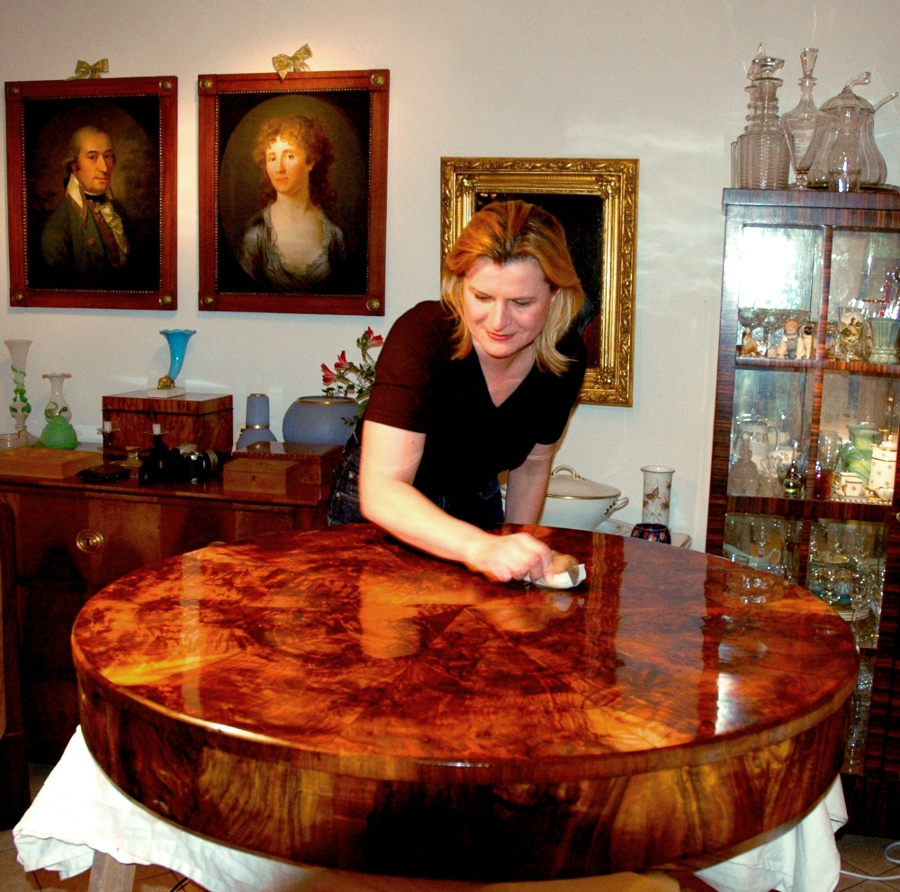
Fransk möbelpolityr innehåller schellack

- Hälften av den schellack som produceras idag används som ytbehandlingsmedel för livsmedel och läkemedel (E-nummer E 904).[4] Exempelvis används det för ytbehandling av frukt.[8]
- Den bästa typen av kvistfernissa (ibland kallat kvistlack) utgörs av schellack löst i alkohol; används vid målning av trä som förbehandling för att isolera kvistar och andra kådiga ställen, så att färdigmålningen inte ska missfärgas av kådgenomslag. Detta användningsområde är fortfarande (2016) aktuellt.[9][10]
- Ytbehandling av verktyg med handtag av eller i huvudsak (klubbor,hyvlar) av trä.
- Vid förgyllning används schellack både för att skapa en icke sugande grund för guldet och som fernissa på den färdigförgyllda ytan.[11]
- Schellack var under 1900-talets första hälft en av de viktigaste ingredienserna i grammofonskivor (så kallade 78-varvare).[9]
- Tidigare var schellack en viktig ingrediens i fernissor och möbelpolityr[9][12] och för lackering av instrument, speciellt stråkinstrument, men även till exempel gitarrer och pianon. Det har i hög grad ersatts av andra produkter men marknadsförs idag som ett mera snabbtorkande alternativ till dessa.[8]
- Schellack används som bindemedel i kitt[2] och målarfärg.[8][13]
- Schellack har använts som sigillack.[9]
- Tjockt ritpapper, flödigt målat på båda sidor med kvistfernissa i flera lager, kan användas för tillverkning av tätande packningar av olika slag.
- Vid reparation av skadade gipsfigurer isoleras brottställena med schellackfernissa, innan sönderslagna bitar gipsas ihop eller fogas samman med lim av något slag.
- Schellack har använts som tillsats vid hårdvulkanisering av gummi till ebonit.[14]
- Schellack kan användas i stället för lim vid montering av putor (klaffskinn) på klarinettklaffar.[15]
- Schellack har använts för att skapa styvheten i cylinderhattar.[2]
- Schellack används för att skydda styrlinda i bomull på cykelstyren.[16]

## Lacca som färgämne
Det röda färgämne som utvinns ur lacca har inget etablerat svenskt namn. Det engelska namnet är lac dye. Det har mycket länge använts för att färga naturliga textilfibrer, som ull och silke, och man har hittat lac dye i en persisk ullmatta tillverkad så tidigt som år 714 f.Kr. Sedan 1800-talets slut har det till största delen ersatts av syntetiska färgämnen men tillverkas fortfarande som en restprodukt till schellack och marknadsförs i liten skala som ett miljövänligt alternativ.
Genom fällning med aluminiumhydroxid kan man tillverka ett pigment (färglack) av lac dye. I den internationella pigmentdatabasen Colour Index kallas det Natural Red (NR) 25, med C.I. constitution number 75450. Dess generiska namn anges som lac lake, men liksom andra traditionella pigment har det marknadsförts under en rad olika namn. I dagens måleri har det ingen eller mycket marginell användning.

## Alternativ
I äldre litteratur finns uppgifter om ämnen som liknar lacca och har använts på liknande sätt. Ett av dem är den så kallade litinbistic eller madagaskargummilackan, som består av en blandning av olika hartser och vax. Det kommer från Madagaskar, där det bildas av insekten Gascardia madagascariensis, och ett antal andra arter. Det är grågult och förekommer i klumpar av ett hönsäggs storlek. Ambala är ett slags gummilacka som kommer från Sumatra.